# Clásica de Almería 2022
La 37e édition de la Clásica de Almería, une course cycliste masculine, a lieu le 13 février 2022, sur un parcours de 188,2 kilomètres tracé entre El Ejido et Roquetas de Mar. La course fait partie du calendrier UCI ProSeries 2022 en catégorie 1.Pro.

## Équipes participantes
20 équipes participent à la course - 9 WorldTeams et 11 ProTeams :
| WorldTeams (9)- AG2R Citroën Team - Astana Qazaqstan Team - Bora-Hansgrohe - EF Education-EasyPost - Intermarché-Wanty-Gobert Matériaux - Israel-Premier Tech - UAE Team Emirates - Cofidis - Movistar Team ProTeams (11)- Sport Vlaanderen-Baloise - Drone Hopper-Androni Giocattoli - Human Powered Health - Euskaltel-Euskadi - Arkéa-Samsic - Burgos-BH - Caja Rural-Seguros RGA - Equipo Kern Pharma - Eolo-Kometa - TotalEnergies - Bingoal Pauwels Sauces WB |
| |

## Classement final
| \| Classement général \| Classement général \| Classement général \| Classement général \| Classement général \| \| Coureur \| Coureur \| Pays \| Équipe \| Temps \| \| ------------------ \| --------------------- \| ------------------ \| ---------------------------------- \| ------------------ \| \| 1er \| Alexander Kristoff \| Norvège \| Intermarché-Wanty-Gobert Matériaux \| 4 h 22 min 39 s \| \| 2e \| Nacer Bouhanni \| France \| Arkéa-Samsic \| + 0 s \| \| 3e \| Giacomo Nizzolo \| Italie \| Israel-Premier Tech \| + 0 s \| \| 4e \| Stanisław Aniołkowski \| Pologne \| Bingoal Pauwels Sauces WB \| + 0 s \| \| 5e \| Sebastián Molano \| Colombie \| UAE Team Emirates \| + 0 s \| \| 6e \| Simone Consonni \| Italie \| Cofidis \| + 0 s \| \| 7e \| Marijn van den Berg \| Pays-Bas \| EF Education-EasyPost \| + 0 s \| \| 8e \| Jules Hesters \| Belgique \| Sport Vlaanderen-Baloise \| + 0 s \| \| 9e \| Vincenzo Albanese \| Italie \| Eolo-Kometa \| + 0 s \| \| 10e \| Max Kanter \| Allemagne \| Movistar Team \| + 0 s \| |                       |           |                                    |                 |
| |                       |           |                                    |                 |
| Source : ProCyclingStats |                       |           |                                    |                 |
| Classement général |                       |           |                                    |                 |
| Coureur | Coureur               | Pays      | Équipe                             | Temps           |
| 1er | Alexander Kristoff    | Norvège   | Intermarché-Wanty-Gobert Matériaux | 4 h 22 min 39 s |
| 2e | Nacer Bouhanni        | France    | Arkéa-Samsic                       | + 0 s           |
| 3e | Giacomo Nizzolo       | Italie    | Israel-Premier Tech                | + 0 s           |
| 4e | Stanisław Aniołkowski | Pologne   | Bingoal Pauwels Sauces WB          | + 0 s           |
| 5e | Sebastián Molano      | Colombie  | UAE Team Emirates                  | + 0 s           |
| 6e | Simone Consonni       | Italie    | Cofidis                            | + 0 s           |
| 7e | Marijn van den Berg   | Pays-Bas  | EF Education-EasyPost              | + 0 s           |
| 8e | Jules Hesters         | Belgique  | Sport Vlaanderen-Baloise           | + 0 s           |
| 9e | Vincenzo Albanese     | Italie    | Eolo-Kometa                        | + 0 s           |
| 10e | Max Kanter            | Allemagne | Movistar Team                      | + 0 s           |

## Classement UCI
La course attribue des points aux coureurs pour le Classement mondial UCI 2022 selon le barème suivant :
| Position           | 1er | 2e  | 3e  | 4e  | 5e | 6e | 7e | 8e | 9e | 10e | 11e | 12e | 13e | 14e | 15e | 16e à 30e | 31e à 40e |
| Classement général | 200 | 150 | 125 | 100 | 85 | 70 | 60 | 50 | 40 | 35  | 30  | 25  | 20  | 15  | 10  | 5         | 3         |